# Silke Lautenschläger

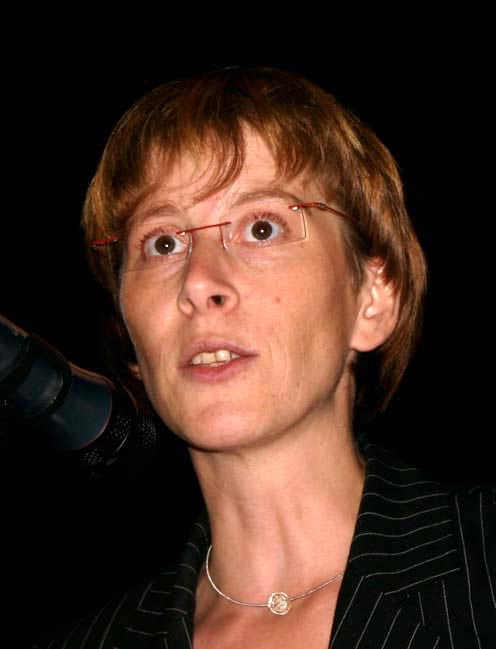
Silke Lautenschläger, 2006

Silke Lautenschläger (* 19. September 1968 in Darmstadt) ist eine deutsche Managerin und ehemalige Politikerin (CDU). Lautenschläger war ab August 2001 hessische Sozialministerin und anschließend von Februar 2009 bis August 2010 hessische Ministerin für Umwelt, Energie, Landwirtschaft und Verbraucherschutz im Kabinett von Ministerpräsident Roland Koch.

## Leben
Silke Lautenschläger besuchte bis zum Abitur 1988 das Gymnasium Georg-Büchner-Schule in Darmstadt. Von 1988 bis 1993 studierte sie Rechtswissenschaft an der Johannes Gutenberg-Universität Mainz und legte 1996 ihr zweites Staatsexamen ab. Die Juristin engagierte sich in der Jungen Union und wurde 1997 in den Bezirksvorstand Hessen Süd gewählt. Sie praktizierte bis zu ihrer Ernennung zur Ministerin als Rechtsanwältin und war von 1999 bis zum 30. September 2010 Mitglied des Hessischen Landtages.
Lautenschläger ist evangelisch und verheiratet mit dem früheren Sprecher der hessischen Landesregierung Staatssekretär a. D. Dirk Metz, der heute Inhaber einer Kommunikationsagentur in Frankfurt am Main ist. Beide wohnen in Modautal im Odenwald auf dem ehemaligen Bauernhof der Familie Lautenschläger. Aus erster Ehe hat Lautenschläger zwei Kinder.
Ihr Bruder Jörg Lautenschläger (CDU) ist Bürgermeister von Modautal.

## Politik
Von 1999 bis zum 30. September 2010 war Lautenschläger Mitglied des Hessischen Landtags. Die zum Zeitpunkt ihrer Ernennung 32-Jährige löste Marlies Mosiek-Urbahn im August 2001 als hessische Sozialministerin im Kabinett von Ministerpräsident Roland Koch als damals jüngste Landesministerin ab. Sie zeichnete bis 2009 für das Ressort Familie, Gesundheit, Frauen, Soziales und Arbeit verantwortlich und war zudem Vorsitzende des Bundesratsausschusses für Arbeit und Sozialpolitik.
Bei der Landtagswahl in Hessen 2008 am 27. Januar 2008 trat Lautenschläger für den Wahlkreis Darmstadt-Dieburg II als Direktkandidatin an, unterlag jedoch knapp Patrick Koch, dem Kandidaten der SPD. Sie zog jedoch über die Landesliste der CDU erneut in den hessischen Landtag ein.
Bei den vorgezogenen Neuwahlen am 18. Januar 2009 trat sie erneut als Direktkandidatin im Wahlkreis Darmstadt-Dieburg II an und gewann. Während der konstituierenden Sitzung des Hessischen Landtags am 5. Februar 2009 wurde sie als neue Ministerin für Umwelt, Energie, Landwirtschaft und Verbraucherschutz vereidigt.
Im Streit um der Verlängerung der Laufzeiten für Kernkraftwerke – hier besonders der Blöcke Biblis A und Neckarwestheim 1 – hielt sie eine weitere Laufzeitverlängerung von zehn Jahren für möglich.
Am 25. Mai 2010 wurde bekannt, dass Silke Lautenschläger mit Roland Koch das Kabinett verlassen werde. Sie kündigte an, nach neun Jahren dieser Tätigkeit eine neue berufliche Herausforderung anzustreben.
Am 30. September 2010 kündigte Lautenschläger an, ihr Landtagsmandat niederzulegen und ab dem 1. Januar 2011 im Vorstand der DKV zu arbeiten. „Mit meiner Aufgabe als Vorstandsmitglied einer großen deutschen privaten Krankenversicherung ist ein Landtagsmandat nicht vereinbar – und nach meinem Verständnis ist es richtig, das Mandat sofort niederzulegen.“, erklärte sie in Wiesbaden. Ihr bisheriger Vertreter Manfred Pentz rückte am 1. Oktober 2010 in den Landtag nach.

## Wirtschaft
Von 2011 bis 2017 gehörte Silke Lautenschläger dem Vorstand der DKV an, zuständig für die operativen Bereiche Leistung und Versorgung.
Zusätzlich wurde sie zum Jahresbeginn 2014 zum Vorstandsmitglied der Muttergesellschaft Ergo Group in Düsseldorf berufen. Sie leitete das Ressort Kunden- und Vertriebsservice. Aus dieser Verantwortung heraus wurde sie zugleich in die Vorstände der Ergo Versicherung AG, der Ergo Lebensversicherung AG, der Victoria Lebensversicherung AG und der D.A.S. Rechtsschutz-Versicherungs AG berufen.
2016 wechselte sie unter Beibehaltung ihres Verantwortungsbereichs aus dem Vorstand der Ergo Group in den Vorstand der Ergo Deutschland AG. Alle diese Funktionen gab sie 2017 auf.
2018 übernahm Lautenschläger den Vorstandsvorsitz der DKV Belgium S.A., einer belgischen Tochtergesellschaft der Ergo Group. Zusätzlich wurde sie Mitglied im Vorstand der Ergo International AG. Hier war sie verantwortlich für die in Brüssel ansässige Ergo Insurance N.V., ein weiteres belgisches Unternehmen der Ergo Group. 2022 verließ Lautenschläger die Ergo Group.
Seit 2024 ist Lautenschläger Mitglied im Aufsichtsrat der Gesellschaften der Stuttgarter Versicherungsgruppe, stellv. Aufsichtsratsvorsitzende und Mitglied im Prüfungsausschuss.

## Ämter
Silke Lautenschläger war 2009 Mitglied im Verwaltungsrat der Landwirtschaftlichen Rentenbank. Sie war Schirmherrin des Landesverbandes Hessen der Deutschen Multiple Sklerose Gesellschaft. Bis zum Jahr 2014 war Lautenschläger stellvertretende Aufsichtsratsvorsitzende der Sana Kliniken. Im Jahr 2014 gehörte sie dem Hochschulrat der Hochschule Darmstadt an. Im Jahr 2021 ist Lautenschläger zur Vorsitzenden des Kuratoriums der Deutschen Herzstiftung gewählt worden. 2025 wurde sie zur Vorsitzenden des Hochschulrates der Goethe-Universität in Frankfurt am Main gewählt.